# Sherlock Holmes och den röda klon
Sherlock Holmes och den röda klon är en amerikansk thrillerfilm från 1944 i regi av Roy William Neill. Detta var den åttonde filmen där Basil Rathbone gestaltade Sherlock Holmes.

## Rollista i urval
- Basil Rathbone – Sherlock Holmes
- Nigel Bruce – Dr. Watson
- Gerald Hamer – Potts, Tanner, Ramson
- Paul Cavanagh – Lord Penrose
- Arthur Hohl – Emile Journet
- Miles Mander – Brisson
- Kay Harding – Marie Journet
- Ian Wolfe – Drake